# Watt Motor Company
Watt Motor Company war ein US-amerikanischer Hersteller von Automobilen.

## Unternehmensgeschichte
Die Brüder Frank J. und George H. Watt gründeten das Unternehmen im Dezember 1909. Der Sitz war in Detroit in Michigan. James E. Delaney wurde Präsident. 1910 begann die Produktion von Automobilen. Der Markenname lautete Watt. Im Mai 1910 folgte der Bankrott. Insgesamt entstanden zwei Fahrzeuge.

## Fahrzeuge
Die Fahrzeuge hatten einen Sechszylindermotor mit 45 PS Leistung. Auffallend war die lange Motorhaube. Das Fahrgestell hatte 335 cm Radstand. Geplant waren Runabout, Tourenwagen und leichte Lieferwagen. Tatsächlich entstanden nur viersitzige Tourenwagen. Der Neupreis betrug 1850 US-Dollar.